# Benjamin Kessel
Benjamin Kessel (Bad Kreuznach, 1987. október 1. –) német labdarúgó, az Eintracht Braunschweig hátvédje.